# Новошахтинський завод нафтопродуктів
47°50′06″ пн. ш. 39°51′00″ сх. д. / 47.835° пн. ш. 39.850° сх. д.
Новошахтинський завод нафтопродуктів (рос. Акционерное общество «Новошахтинский завод нефтепродуктов», АО «НЗНП») — нафтопереробне підприємство у Ростовській області (Росія). Єдиний нафтопереробний завод, що працює у Ростовській області. Завод спеціалізується на виробництві мазуту, пічного, судового, та дизельного пального, прямогонного бензину.
Завод введено в експлуатацію у 2009 році. Проєктна потужність переробки до 7,5 млн тонн нафти на рік. У 2021 році на Новошахтинський НПЗ було поставлено понад 5 млн тонн нафти.
У 2014 році на підприємстві було завершено будівництво бітумної установки потужністю 700 тис. тонн на рік, у 2015 році — другої установки первинної переробки нафти.

## Історія

### Російсько-українська війна
О 9-ї ранку 22 червня 2022 року в установку з переробки нафти врізався безпілотний літальний апарат, зайнялась пожежа.
Представники НПЗ потім заявили, що насправді в атаці брали участь два БПЛА — перший завдав удар об 8:40 ранку, другий — 9:23 ранку за місцевим часом.
І хоча точну модель та приналежність використаних БПЛА не вдалося, за зовнішнім видом вони дуже подібні звичайним комерційним БПЛА доступним на відкритому ринку.
19 грудня 2024 року Генштабом України підтвердив пожежу в районі об’єкту, а саме на установці каталітичного крекінгу ЕЛОУ-АВТ-2.5.